# اچ‌ام‌اس باینتون (کی۳۱۰)
اچ‌ام‌اس باینتون (کی۳۱۰) (به انگلیسی: HMS Bayntun (K310)) یک کشتی است که طول آن ۲۸۹ فوت ۶ اینچ (۸۸٫۲۴ متر) می‌باشد. این کشتی در سال ۱۹۴۲ ساخته شد.